# Jaroslav Černý
Jaroslav Černý (né à Pilsen le 22 août 1898 - mort à Oxford le 29 mai 1970) est un égyptologue tchèque spécialiste de la période ramesside. Il est professeur d'égyptologie à Londres et à Oxford.
Il entreprend, entre 1917 et 1922, des études à la Faculté des Lettres de l'université Charles, à Prague où il assiste aux conférences égyptologiques dispensées par František Lexa.
À partir de 1925, il décide de se confronter au terrain : ce sera Deir el-Médineh où il rejoint Bernard Bruyère, de vingt ans son aîné, rencontré au Musée égyptologique de Turin où tous deux procédaient à quelques recherches. Bruyère cherche un épigraphiste, il embauche Cerny.

## Publications
- Catalogue des ostraca hiératiques non littéraires de Deir el-Médineh (7 volumes), Le Caire 1937-70.
- Ostraca hiératiques, Le Caire 1935. (Catalogue Général du musée égyptien du Caire, 25501-25832)
- Late Ramesside Letters, Brussels 1939.
- Répertoire onomastique de Deir el-Médineh, Le Caire, 1949, en collaboration avec B. Bruyère et J. J. Clère.
- The Inscriptions of Sinai, London 1952, 1955, en collaboration avec  Alan H. Gardiner et T. Eric Peet.
- Paper & Books in Ancient Egypt, London.
- Ancient Egyptian Religion, London 1952 (1952, 1957).
- Hieratic Ostraca, Volume I. Oxford 1957.
- Egyptian Stelae in the Bankes Collection, Oxford 1958.
- Hieratic Inscriptions from the Tomb of Tutankhamun, Oxford 1965.
- A Community of Workmen at Thebes in the Ramesside Period, Cairo 1973.
- A Late Egyptian Grammar, Rome 1975 (1978, 1984), en collaboration avec Sarah Israelit Groll et von Christopher Eyre.
- Coptic Etymological Dictionary, Cambridge 1976.
- Papyrus hiératiques de Deir el-Médineh, Tome I. Le Caire 1978, terminé par Georges Posener.